# 加古川市立平岡小学校
加古川市立平岡小学校（かこがわしりつ ひらおかしょうがっこう）は、兵庫県加古川市平岡町にある加古川市立小学校である。

## 概要
加古川市立平岡小学校は、加古川市平岡町にある小学校であり、110年を超える歴史がある。

## 沿革

### 経緯
加古川市立平岡小学校は、淡浄小学校・中能小学校として設立された。その後、1892年に平岡村立平岡尋常小学校に改称され、 1910年に平岡村立平岡尋常高等小学校に改称された。第二次世界大戦降伏後の学制改革によって、平岡村立平岡小学校となり、高等科は、兵庫県加古郡学校組合立中部中学校（現 加古川市立中部中学校）に移行した。1951年加古川市の設置により、加古川市立の小学校となった。

### 年表
- 1873年 - 淡浄小学校・中能小学校が設立される。
- 1878年3月 - 淡浄小学校が西谷小学校に改称される。
- 1884年2月 - 西谷小学校・中能小学校が合併し、景範小学校が創設される。
- 1887年4月1日 - 西谷尋常小学校に改称される。
- 1892年11月1日 -平岡村立平岡尋常小学校に改称される。
- 1910年4月1日 - 平岡村立平岡尋常高等小学校に改称される。
- 1923年4月1日 - 農業補習学校が併設される。
- 1926年4月1日 - 青年訓練学校が併設される。
- 1932年3月3日 - 農業補習学校が農業公民学校に改組される。
- 1935年4月1日 - 青年訓練学校・農業公民学校が廃止され、青年学校[注 1]が設置される。
- 1941年4月1日 - 国民学校令によって平岡国民学校に改称される。
- 1947年4月1日 - 学制改革により平岡国民学校が平岡村立平岡小学校に改称される。
- 1950年6月15日 - 加古川市の設置により加古川市立平岡小学校に改称される。
- 1951年 - 第2回体育研究発表会開催
- 1952年 - 2階建て新校舎竣工
- 1971年 - 加古川市立平岡南小学校を分離
- 1972年 - 加古川市立平岡中学校を併設、創立80周年記念式典
- 1973年 - プール新設
- 1974年 - 同和教育実践発表会
- 1976年 -  加古川市立平岡東小学校を分離、体育館竣工
- 1980年 -  加古川市立平岡北小学校を分離
- 1982年 -  創立90周年記念式典
- 1986年 - 学童保育室開設
- 1991年 -   新校舎完成
- 1992年 -  創立100周年記念式典
- 1998年 - 文化省「体力つくり」研究発表会
- 2002年 - 創立110周年記念事業、はだしの広場改修
- 2003年 - 平岡スポーツクラブ開設
- 2005年 - 東・北播磨小学校教育研究会算数部会、並びに加古川市教育委員会指定算数教育研究発表会
- 2009年 - 「はだしの広場」の天然芝化

## 教育方針

### 教育目標
『健康で豊かなこころを持ち、自ら学び続けるたくましい児童の育成』 

### めざす児童像
- 進んで学び深く追求する子(確かさ)
- 豊かな心を持ち、ささえ合う子(豊かさ)
- 強い意志でやりぬく子(ねばり強さ)
- 自らをきたえる健康で明るい子(たくましさ)

## 学校行事
| - 4月 入学式 - 5月 - 6月 運動会 | - 7月 補充学習 - 8月 PTA奉仕作業 - 9月 自然学校 | - 10月 音楽会 - 11月 - 12月 校内造形展 | - 1月 - 2月 平岡っ子まつり - 3月 卒業式 |

## 児童会活動・クラブ活動など
- 金管クラブなどが活動している。

## 通学区域
1. 野口町二屋（354~356、359~368）、平岡町新在家（1～199（37-1を除く）、398-7～398-8、405～449、457、460～462、470～482、488～491、668～699）、高畑（140-1～140-3、141、143、173(173-4を除く)、174-4～174-7、175、176、184、186、199-3～199-12、202-3～202-7、205～207、209-5～209-9）、二俣（905、907、908、909、912）、山之上（684を除く）
2. 平岡町新在家（1.の区域及び野口小・野口北小・平岡北小校区を除く）、新在家1~3丁目、高畑（1.の区域及び平岡東小・平岡北小校区を除く）、西谷

1．の区域は加古川市立平岡南中学校、2．の区域は加古川市立平岡中学校の校区となる。

## 交通
- JR西日本山陽本線東加古川駅より徒歩14分

## 通学区域が隣接している学校
- 加古川市立平岡南小学校
- 加古川市立野口南小学校
- 加古川市立野口小学校
- 加古川市立平岡北小学校
- 加古川市立平岡東小学校
- 播磨町立蓮池小学校
- 播磨町立播磨西小学校